# Wanzele Koerse
La Wanzele Koerse est une course cycliste disputée à Wanzele en Belgique. Disputée au mois de mars, la Wanzele Koerse est, traditionnellement la première Kermesse professionnelle de la saison en Belgique. Elle ouvre ainsi un calendrier parallèle à celui proposé par l'Union cycliste internationale et qui s'étend sur l'ensemble de la saison belge, comprenant des épreuves comme la Gullegem Koerse ou le Stadsprijs Geraardsbergen. 

## Palmarès
| Année | Vainqueur             | Deuxième                | Troisième           |
| ----- | --------------------- | ----------------------- | ------------------- |
| 1981  | Etienne Van der Helst | Gustaaf Van Roosbroeck  | Walter Schoonjans   |
| 1982  | Dirk Heirweg          | Ronny Van Holen         | Jan Bogaert         |
| 1983  | Johnny Broers         | William Tackaert        | Jan Jonkers         |
| 1984  | Johan van der Velde   | Johan Lammerts          | Alain De Roo        |
| 1985  | William Tackaert      | Ludo De Keulenaer       | Gerrie Knetemann    |
| 1986  | Eddy Planckaert       |                         |                     |
| 1987  | Franky Van Oyen (nl)  | Patrick Deneut          | Jan Goessens        |
| 1988  | Søren Lilholt         | Roger Ilegems           | Gino De Backer      |
| 1989  | Jerry Cooman          | Johnny Dauwe            | Chris Scharmin      |
| 1990  | Viatcheslav Ekimov    | Wiebren Veenstra        | Hendrik Redant      |
| 1991  | Jerry Cooman          | Hendrik Redant          | Michel Cornelisse   |
| 1992  | Wiebren Veenstra      | Jerry Cooman            | John Vos            |
| 1993  | Chris Peers           | Marc Bouillon           | Peter Van Petegem   |
| 1994  | Jelle Nijdam          | Jean-Pierre Heynderickx | Peter Van Petegem   |
| 1995  | Ludo Dierckxsens      | Michel Vermote          | Mario De Clercq     |
| 1996  | Michel Cornelisse     | Niko Eeckhout           | Christ Hendryckx    |
| 1997  | Hendrik Redant        | Geert Van Bondt         | Aart Vierhouten     |
| 1998  | Johan Capiot          | Hans De Meester         | Koen Beeckman       |
| 1999  | Tom Desmet            | Karl Pauwels            | Miguel van Kessel   |
| 2000  | Tony Bracke           | Andy De Smet            | Mathew Hayman       |
| 2001  | Donatas Virbickas     | Andy De Smet            | Rudie Kemna         |
| 2002  | Gordon McCauley       | Kristof Trouvé          | Steven De Champs    |
| 2003  | Peter Wuyts           | Kristof Trouvé          | Andy Cappelle       |
| 2004  | Steven Caethoven      | Sjef De Wilde           | Christoph Roodhooft |
| 2005  | Steven Caethoven      | Kevin Van Impe          | Niko Eeckhout       |
| 2006  | Matthé Pronk          | Kurt Hovelijnck         | Johan Verstrepen    |
| 2007  | Geert Omloop          | Jarno Van Mingeroet     | Ronald Roos         |
| 2008  | Johnny Hoogerland     | Johan Coenen            | Jens Mouris         |
| 2009  | Steven Caethoven      | Bobbie Traksel          | Denis Flahaut       |
| 2010  | Frédéric Amorison     | Sep Vanmarcke           | Koen Barbé          |
| 2011  | Steven Caethoven      | Klaas Lodewyck          | Kurt Hovelijnck     |
| 2012  | Niko Eeckhout         | Gediminas Bagdonas      | Pieter Jacobs       |
| 2013  | Sébastien Delfosse    | Alphonse Vermote        | Kenny Dehaes        |
| 2014  | Laurens De Vreese     | Kenny Dehaes            | Iljo Keisse         |
| 2015  | Antoine Demoitié      | Wouter Mol              | Joeri Stallaert     |
| 2016  | Elias Van Breussegem  | Amund Grøndahl Jansen   | Tom Devriendt       |
| 2017  | Charlie Arimont       | Emiel Vermeulen         | Jérôme Baugnies     |
| 2018  | Cees Bol              | Jelle Mannaerts         | Enzo Wouters        |
| 2019  | Elias Van Breussegem  | Jordi Meeus             | Lionel Taminiaux    |
| 2020  | Jordi Meeus           | Enzo Wouters            | Jesper Rasch        |